# Kees Verkerk
Cornelis Arie „Kees” Verkerk (ur. 28 października 1942 w Maasdam) – holenderski łyżwiarz szybki, wielokrotny medalista olimpijski i mistrzostw świata.

## Kariera
Specjalizował się w długich dystansach. Pierwszy medal wywalczył w 1964 roku, kiedy podczas igrzysk olimpijskich w Innsbrucku zdobył srebrny medal w biegu na 1500 m. W zawodach tych wyprzedził go jedynie Ants Antson z ZSRR, a trzecie miejsce zajął Norweg Villy Haugen. Na rozgrywanych cztery lata później igrzyskach w Grenoble zdobył złoty medal na tym samym dystansie oraz srebrny w biegu na 5000 m, w którym uległ tylko Fredowi Antonowi Maierowi z Norwegii. Na tych samych igrzyskach był też piąty w biegu na 10 000 m. Zajął także drugie miejsce na dystansie 10 000 m podczas igrzysk w Sapporo, przegrywając tylko ze swym rodakiem, Ardem Schenkiem. W Sapporo zajął także szóste miejsce w biegu na 5000 m i ósme na 1500 m. W 1966 roku zdobył złoty medal na wielobojowych mistrzostwach świata w Göteborgu. Wynik ten powtórzył podczas MŚ w Oslo w 1967 roku, a podczas MŚ w Deventer (1969), MŚ w Oslo (1970) i MŚ w Göteborgu (1971) zajmował trzecie miejsce. Wielokrotnie zdobywał medale mistrzostw Europy, w tym złoty podczas ME w Lathi w 1967 roku.
W latach 1966 i 1967 otrzymywał Nagrodę Oscara Mathisena. Osiem razy bił rekordy świata. W latach 1966, 1967, 1969 i 1972 był wielobojowym mistrzem Holandii.

### Mistrzostwa świata
- Mistrzostwa świata w wieloboju
  - złoto – 1966, 1967
  - brąz – 1969, 1970, 1971